# Stinkparasolzwam
De Stinkparasolzwam (Lepiota cristata) is een is potentieel giftige paddenstoel uit de familie Agaricaceae. Het is een veelvoorkomende en wijdverspreide paddenstoel: hij komt voor in Europa, Noord-Azië, Amerika en Nieuw-Zeeland. Hij leeft op een humeuze ondergrond in gazons, parken en langs wegen en paden. De paddenstoel wordt stinkparasol genoemd vanwege de karakteristieke, onaangename, geur van verbrand rubber. Hoewel de stinkparasol daardoor dikwijls in het veld benoemd kan worden is er verwarring mogelijk met enkele gelijkaardige Lepiota-soorten. Voor zekere determinatie van bepaalde zeldzame verwante soorten is een microscoop nodig.

## Taxonomie en naamgeving
Lepiota cristata werd eerst beschreven als Agaricus cristatus door de Brit James Bolton in zijn boek An History of Fungusses, Growing about Halifax uit 1788. Het type-exemplaar kwam uit een tuin in Warley Town (Engeland) in 1787. Deze naam bleef in gebruik tot in 1871 toen de Duitse mycoloog Paul Kummer de soort toevoegde aan het geslacht Lepiota, waar hij de huidige naam, Lepiota cristata kreeg.
MycoBank vermeldt verschillende variëteiten van L. cristata:
- L. cristata var. adextrinoidea E.Valenz. & G.Moreno (1994)
- L. cristata var. congolensis  Beeli (1927)[4]
- L. cristata var. cristata  P.Kumm.(1871)
- L. cristata var. exannulata Bon (1981)[5]
- L. cristata var. felinoides Bon (1981)[5]
- L. cristata var. macrospora  (Zhu L.Yang) J.F.Liang & Zhu L.Yang (2011) [6]
- L. cristata var. pallidior  Boud. ex Bon (1981)[5]
- L. cristata var. viridispora  Kyde & J.L.Peterson (1986)[7]

Lepiota cristata var. sericea, beschreven in Nederland in 1922, wordt nu beschouwd als een synoniem van Leucoagaricus sericifer. L. cristata var. exannulata, L. cristata var. felinoides and L. cristata var. pallidior hebben een onzekere taxonomische status ondanks vermeld als variëteiten van L. cristata. Dezelfde databank vermeldt deze drie variëteiten ook as synoniem van L. cristata. Lepiota castaneidisca werd gezien als synoniem van L. cristata tot moleculaire analyse toonde dat het een andere soort was.
De soortaanduiding cristata betekent "gekamd/gekuifd".

## Synoniemen
Synoniemen zijn:
- Agaricus cristatus Bolton (1788)
- Lepiota cristata var. exannulata Bon (1981)
- Lepiota cristata var. felinoides Bon (1981)
- Lepiota cristata var. pallidior Boud. ex Bon (1981)

## Kenmerken

### Uiterlijke kenmerken
De hoed is 1 tot 4 cm breed, aanvankelijk halfbolvormig, al snel kegelvormig en uiteindelijk bol en met een stompe umbo. Het oppervlak is witachtig met fijne, roodbruine, min of meer concentrisch gerangschikte schubben. De hoed is glad en roodbruin. De rand is lang gebogen, omzoomd en soms bedekt met velumresten.
De witte, bolvormige lamellen zijn vrij. Later kunnen ze ook gelig worden en met de jaren roestig worden. De lamelsnedes zijn gekarteld.
De cilindrische, nogal broze steel is 4-6 cm lang en tot 0,4 cm breed en hol van binnen. Het is witachtig en roze getint naar de basis toe. De witte, vliezige ring is stijgend maar van voorbijgaande aard en dus vaak afwezig met de leeftijd. Het vruchtvlees is wit en ruikt en smaakt onaangenaam.
De sporenprint is geelwit.

### Microscopische kenmerken
De sporen zijn 6–9 µm lang en 3–5 µm breed en zijdelings aangespoord. Ze zijn glad en sterk tot zwak dextrinoïde, waarmee wordt bedoeld dat ze dieprood tot roodbruin kleuren met Melzers reagens. Normaal gesproken zijn de sporen wit, gebroken wit of geelachtig van kleur. De cheilocystidia zijn duidelijk knotsvormig tot peervormig en meten circa 25 × 10 μm. De pleurocystidia zijn afwezig. De cuticula (pileipellis) is hymeniform en bestaat uit variabele afgeronde tot sleutelbeenvormige cellen die 25 tot 60 µm lang en 10 tot 15 µm breed zijn.

## Ecologie
De stinkparasolzwam is een saprobiont die grotendeels onafhankelijk is van bosgemeenschappen. Het heeft een voorkeur voor verstoorde of antropogeen beïnvloede locaties en wordt vaak gevonden langs bermen, in ruige gebieden en op heggen en bosranden. Het wordt meestal aangetroffen op neutrale tot basische en matig tot sterk stikstofrijke bodems. Het komt meestal voor onder loofbomen, in sparrenbossen wordt het altijd langs de weg of op plantenresten gevonden. Hij komt veel voor in rode beuken- en haagbeukbossen. Zelden komt het voor in alluviale bossen, nobele loofbomen of pure eikenbossen.
De vruchtlichamen verschijnen van zomer tot herfst en niet zelden zelfs na de eerste nachtvorst.

## Verspreiding
De stinkparasolzwam komt bijna op elk continent voor. De soort ontbreekt alleen in de arctische en antarctische zones en komt voor in Australië, Azië (Turkije, Israël, India, Kaukasus tot Siberië en Japan), Noord- en Zuid-Amerika (Argentinië, Chili, VS, Canada) en Afrika (Zaïre, Marokko). In Europa is ze wijdverbreid in alle landen, van Griekenland tot Finland en van Portugal tot Wit-Rusland.